# Quercus baronii
Quercus baronii Skan – gatunek roślin z rodziny bukowatych (Fagaceae Dumort.). Występuje naturalnie w Chinach – w prowincjach Gansu, Henan, Hubei, Hunan, Shaanxi, Shanxi oraz Syczuan. 

## Morfologia
PokrójCzęściowo zimozielone drzewo lub krzew. Dorasta do 15 m wysokości. Kora jest łuszcząca się i ma szarą barwę.
LiścieBlaszka liściowa ma owalnie lancetowaty kształt. Mierzy 3–6 cm długości oraz 1,5–2 cm szerokości, jest piłkowana na brzegu, ma klinową nasadę i spiczasty wierzchołek. Ogonek liściowy jest omszony i ma 3–7 mm długości.
OwoceOrzechy zwane żołędziami o kształcie od jajowatego do elipsoidalnego, dorastają do 15–18 mm długości i 10–12 mm średnicy. Osadzone są pojedynczo w miseczkach w kształcie kubka, które mierzą 8–10 mm długości i 12–18 mm średnicy. Orzechy otulone są w miseczkach do 50–65% ich długości.

## Biologia i ekologia
Rośnie w lasach mieszanych oraz lasach zrzucających liście. Występuje na wysokości od 500 do 2200 m n.p.m. Kwitnie w kwietniu, natomiast owoce dojrzewają we wrześniu.